# Sarcotrochila
Sarcotrochila es un género de hongos en la familia Hemiphacidiaceae. El género contiene cuatro especies.